# عبد الله حماد (لاعب كاراتيه)
عبد الله حماد (14 تشرين الثاني 2001 - ) لاعب المنتخب الأردني للكراتيه، بدأ ممارسة رياضة الكراتيه بعمر 8 سنوات مع مركز صقر قريش وإنضم إلى صفوف المنتخب الأردني للمرة الأولى عام 2016.

## إنجازاته

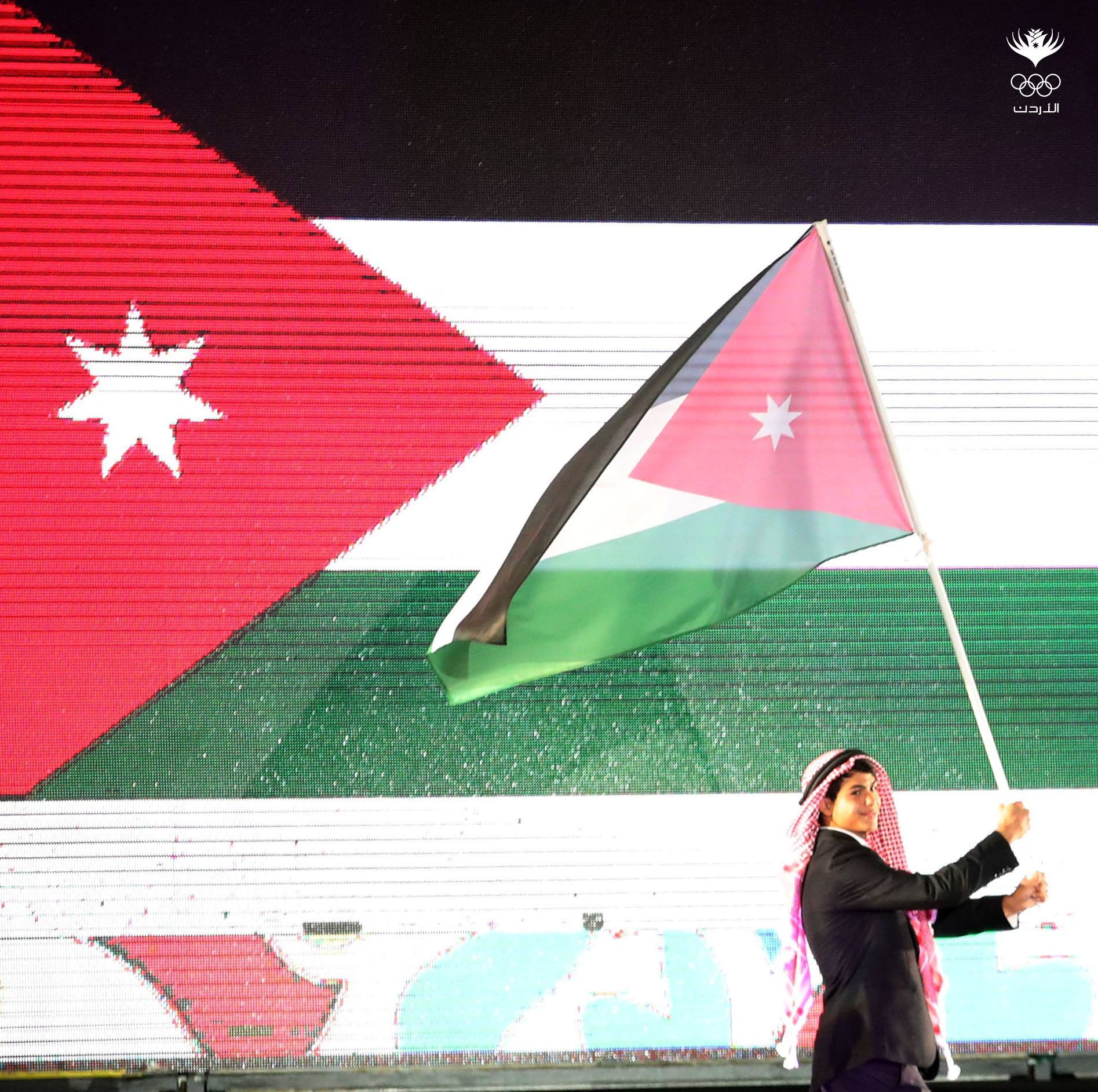
عبدالله حماد خلال حمله العلم الأردني في افتتاح أولمبياد الشباب عام 2018

سبق وأن شارك عبد الله حماد بالألعاب الأولمبية للشباب والتي استضافتها العاصمة الأرجنتينية بوينس آيرس عام 2018  بعد تحقيقه الميدالية الفضية في التصفية الأولمبية والتي أقيمت في مدينة أوماغ الكرواتية عام 2018  وحمل العلم الأردني في حفل افتتاح أولمبياد الشباب كما أنه حقق الميدالية البرونزية ضمن منافسات وزن تحت 61 كغم في بطولة العالم للناشئين والشباب وتحت 21 عاماً والتي جرت في العاصمة التشيلية سانتياغو عام 2019.
كما حقق عبد الله حماد الميدالية الذهبية في بطولة آسيا للناشئين والشباب وتحت 21 عاماً في اليابان عام 2018  وحقق الميدالية البرونزية في ذات البطولة بنسخة 2019 في ماليزيا.
وفاز عبد الله حماد بميداليتين ذهبيتين في بطولة الدوري العالمي للشباب جولة كرواتيا وجولة قبرص عام 2019.
حقق الميدالية الذهبية «وزن 60 كغم»، في بطولة الدوري العالمي للكراتيه، جولة القاهرة 2024.